# Bandera de la Región de Murcia
La bandera de la Región de Murcia fue definida en el artículo 4.1 del Estatuto de Autonomía de la Región de Murcia, que establece lo siguiente: 

La bandera de la Región de Murcia es rectangular y contiene cuatro castillos almenados en oro, en el ángulo superior izquierdo, distribuidos de dos en dos, y siete coronas reales en el ángulo inferior derecho, dispuestas en cuatro filas, con uno, tres, dos y un elementos respectivamente; todo ello sobre fondo rojo carmesí o cartagena.

Su origen se remonta a la transición española, cuando el presidente del Consejo Regional de Murcia, Antonio Pérez Crespo, encargó en 1978 a una comisión el estudio de la bandera de la Región de Murcia. Comisión formada por los historiadores Juan Torres Fontes y José María Jover Zamora y los senadores Ricardo de la Cierva y Hoces y Antonio López Pina. El proyecto se aprobó el 26 de marzo de 1979, izándose por primera vez el 5 de mayo de 1979 en un balcón del edificio del Consejo Regional de Murcia, antigua Diputación Provincial de Murcia (actual Consejería de Hacienda), en la ciudad de Murcia.
Los cuatro castillos hacen alusión al carácter fronterizo del viejo reino de Murcia, encrucijada entre las coronas de Aragón y Castilla, el reino de Granada y el mar Mediterráneo: cuatro territorios de tierra y de mar, cristianos y musulmanes, emprendedores y guerreros, de los que Murcia ha sabido destilar a lo largo de su historia una idiosincrasia única, propia y sintetizadora de culturas.
Las siete coronas constituyen el escudo histórico de la ciudad de Murcia y su reino. En un principio fueron cinco coronas las que otorgó el rey Alfonso X como enseña, en su privilegio del 14 de mayo del año 1281, al ser Murcia el quinto reino en ser conquistado por Castilla. La sexta corona fue añadida por el rey Pedro I, otorgada el 4 de mayo del año 1361, rindiendo homenaje al reino de Murcia por su fidelidad a Castilla, frente al ataque de Aragón al territorio murciano durante la guerra de los dos Pedros. La séptima corona fue otorgada por Felipe V el 16 de septiembre de 1709, por haber permanecido fiel a su causa contra el archiduque Carlos durante la Guerra de Sucesión.
El color elegido para la bandera fue el rojo Cartagena, entre rojo y morado, representativo de la histórica ciudad portuaria.

## Banderas históricas

Primer estandarte del reino de Murcia (antes de 1361)
Estandarte del reino de Murcia en la corona de Castilla (1266-1361)
Estandarte del reino de Murcia en la corona de Castilla (1361)
Estandarte del reino de Murcia en la corona de Castilla (1361-1575)
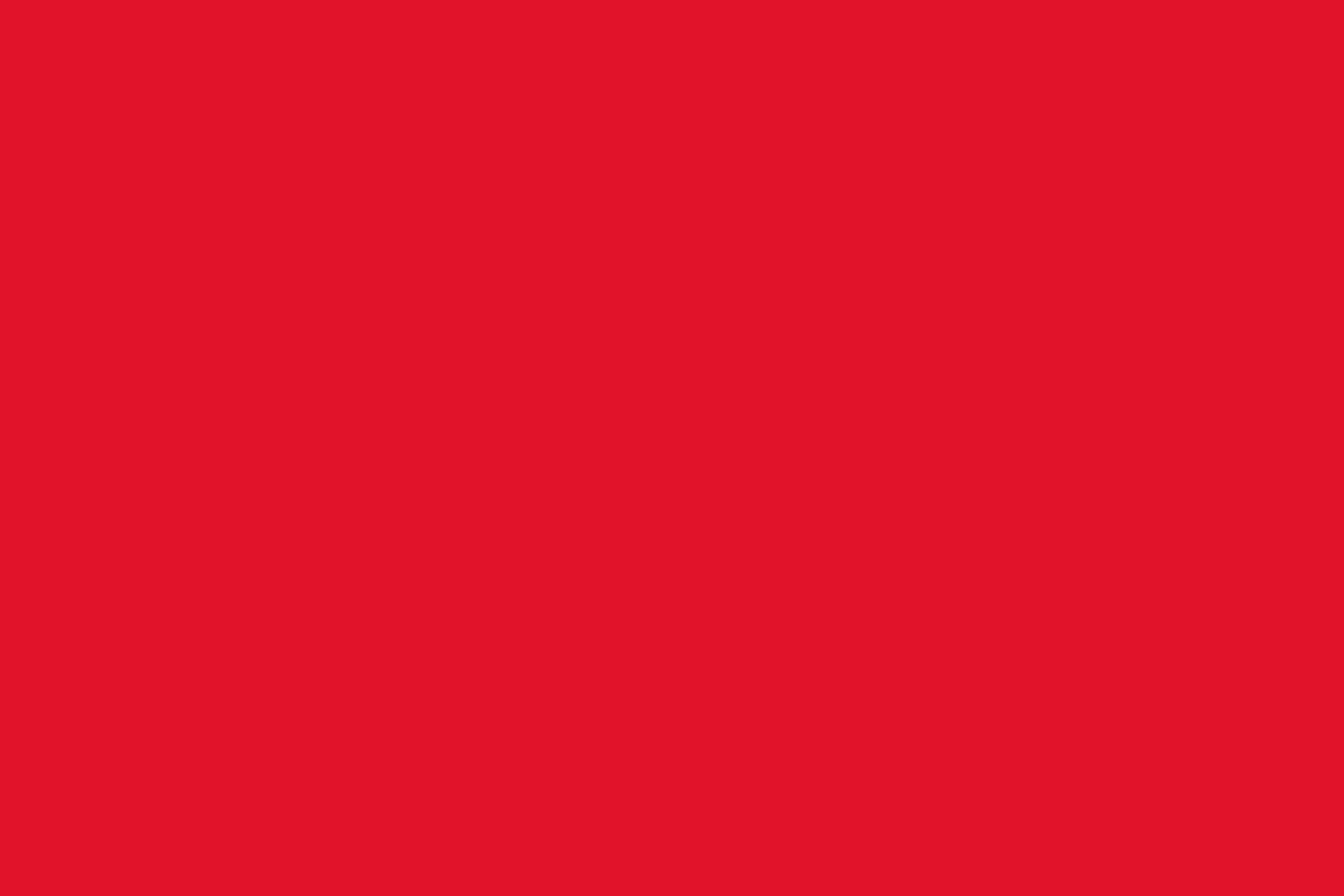
Bandera del Cantón Murciano
Bandera de la Diputación Provincial de Murcia (1976-1982)

## Otras banderas no oficiales

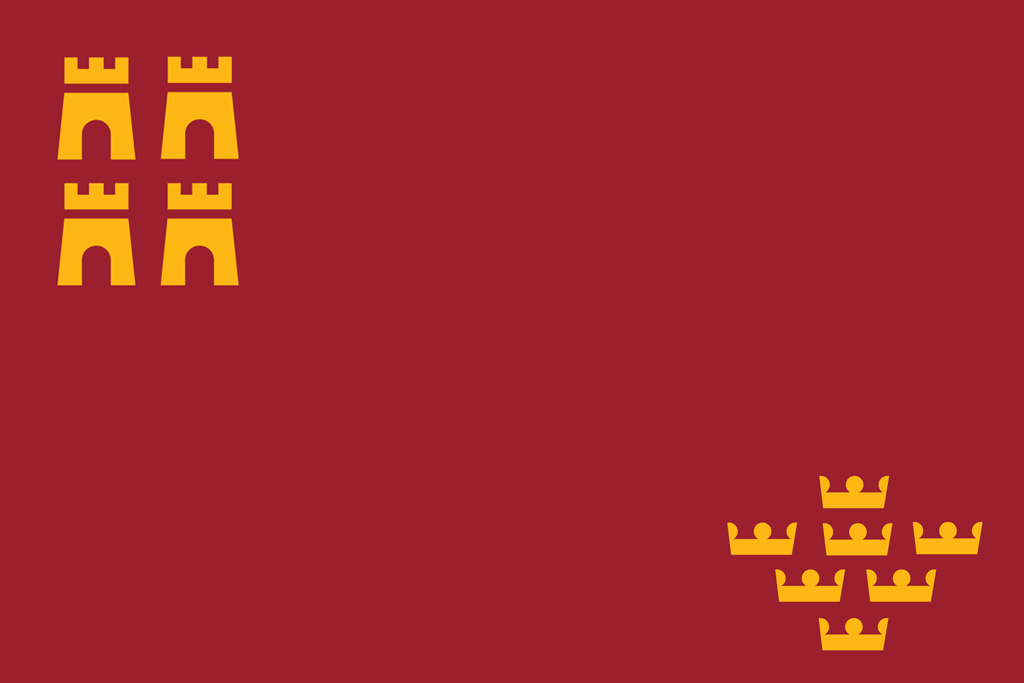
Bandera de la Región de Murcia versión simplificada
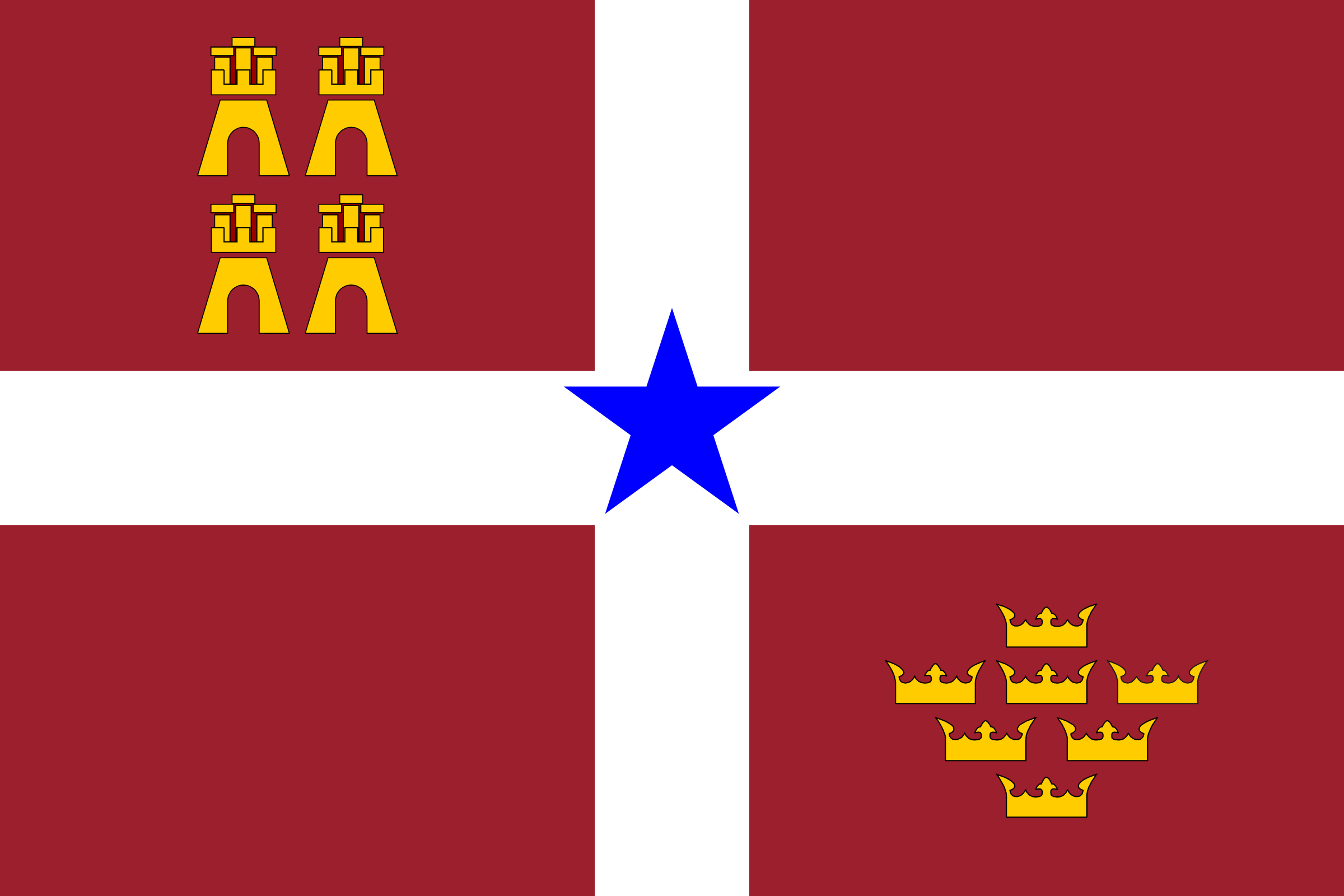
Bandera nacionalista murciana
Bandera nacionalista murciana versión simplificada
Bandera regionalista o nacionalista murciana

- Bandera de la Región de Murcia versión simplificada: es la bandera oficial de la comunidad autónoma de la Región de Murcia con sus castillos y coronas simplificadas.
- Bandera nacionalista murciana: se trata de la combinación de elementos de la bandera de la Región de Murcia y la propuesta de bandera autonomista murciana durante la Segunda República española. En su centro hay una estrella, símbolo de soberanía, siendo de color azul por el escudo del reino de Murcia.[3]
- Bandera nacionalista murciana en versión simplificada: es la simplificación de la bandera nacionalista murciana. Consiste en la propuesta de bandera autonomista murciana que hubo durante la Segunda República española, a partir de la bandera de la Capitanía Marítima de Cartagena.[4] Como elemento nuevo respecto a la iniciativa de los años treinta del siglo XX, en su centro hay una estrella, símbolo de soberanía, siendo de color azul por el escudo del reino de Murcia.
- Bandera regionalista o nacionalista murciana: roja por la bandera del Cantón Murciano y el pendón de Murcia, cabeza del reino de Murcia. Además, el rojo simboliza la calidez de una tierra árida. La banda blanca representa la cuenca del Segura, haciendo alusión al antiguo nombre en árabe del Río Segura: Wadi al-Abyad, Río Blanco.